# مستوى مجري
المستوى المجري (بالإنجليزية: galactic plane)‏ أو خط استواء المجرة  هو المستوي الذي تتركز فية غالبية الكتلة للمجرات التي على شكل أقراص. والإتجاه المتعامد للمستوى المجري يشير إلى قطبي المجرة. وهو المستوى الوهمي الذي يقسم المجرة إلى نصفين علوي وسفلي <
في أغلب الأحيان، الاستخدام الفعلي، لمصطلحي «مستوى المجرة» و «أقطاب المجرة» للإشارة تحديدا إلى مستوى وأقطاب درب التبانة، وهي المجرة التي تقع فيها الأرض.

## درب التبانة
بعض المجرات غير منتظمة الشكل وليس لديها أي قرص واضح المعالم. حتى في حالة مجرة لولبية مثل درب التبانة، تحديد المستوى المجري غير دقيق، وخصوصا ان النجوم ليست على خط واحد.
مستوي قرص مجرة درب التبانة يميل بزاوية مقدارها 63 درجة على خط الاستواء السماوي وفي زاوية من 60 درجة بالنسبة إلى (مسار الشمس في السماء) وليس مستويا تماما وإنما معوج بعض الشيء من جهة مجرة ماجلان الكبرى وسحابة ماجلان الصغرى وهما مجرتان صغيرتان تتبعان مجرتنا وتؤثر على مجرتنا كما تؤثر المجرة عليهما، 
في عام 1959 حدد الاتحاد الفلكي الدولي موقع قطب المجرة
 مطلع مستقيم = 12h 49m, ميل = 27° 24′ على أساس توقيت بيسيل B1950.0،
وبعد اختيار تلك الإحداثيات تبين أن مركز المجرة الحقيقي في موقع مصدر الأشعة الراديوية الرامي أ* ، أي نحو 07و0 درجة من نقطة الصفر التي حددت لتكون مركز الاحداثيات. ومع ذلك فلا تزال إحداثيات المجرة التي حددت عام 1959 تستخدم حتى الآن.